# Lagonegro
Lagonegro est une commune italienne d'environ 5 300 habitants, située dans la province de Potenza, dans la région Basilicate, en Italie méridionale.

## Histoire
- 6 mars 1806 : combat de Lago Negro entre les troupes françaises[2] commandées par le général Jean Reynier et le colonel Louis Fursy Henri Compère et les troupes Napolitaines qui prennent la fuite.

## Monuments et patrimoine
- Cathédrale de Lagonegro
- Viaduc Noce
- Viaduc Serra

## Personnalités liées à la commune
- Domenico Abatemarco, patriote et homme politique
- Francesco Camaldo, doyen des cérémoniaires pontificaux
- Mango, chanteur

## Administration
| Période                                  | Période | Identité | Étiquette | Qualité |
| ---------------------------------------- | ------- | -------- | --------- | ------- |
|                                          |         |          |           |         |
| Les données manquantes sont à compléter. |         |          |           |         |

### Communes limitrophes
Casalbuono, Casaletto Spartano, Lauria, Moliterno, Montesano sulla Marcellana, Nemoli, Rivello